# Championnat d'Irlande de football 2022
Navigation
Édition précédente Édition suivante
La saison 2022 du Championnat d'Irlande de football est la 102e saison du championnat national. Ce championnat se compose de deux divisions, la Premier Division, le plus haut niveau et la First Division, l’équivalent d’une deuxième division. Le Shamrock Rovers Football Club est le tenant du titre après sa victoire de 2021.
Les Shamrock Rovers remportent un troisième titre consécutif. Ils devancent de 13 points le Derry City Football Club. Dundalk FC complète le podium. En bas du classement Finn Harps dixième du championnat est relégué en First Division. Il est remplacé par le Cork City Football Club pour la saison 2023.
Les Shamrock Rovers se qualifient pour la Ligue des champions 2023-2024. Derry City, vainqueur de la Coupe d'Irlande et Dundalk disputeront la Ligue Europa Conférence. Il y seront accompagnés par le St. Patrick's Athletic FC qui malgré une quatrième place bénéficie de la victoire de Derry en Coupe d'Irlande pour jouer une compétition européenne.
Aidan Keena est le meilleur buteur du championnat. Le joueur des Sligo Rovers a marqué 18 buts.

## Les changements depuis la saison précédente

### Promotions et relégations
Au terme de la saison 2021, deux équipes sont reléguées en First Division, Longford Town Football Club qui a terminé à la dernière place du championnat et Waterford Football Club qui a perdu le match de barrage contre UCD. À l'opposé deux équipes sont donc promues dans l'élite, Shelbourne Football Club vainqueur de la deuxième division et University College Dublin Association Football Club vainqueur des barrages de First division et vainqueur du match de promotion-relégation contre Waterford.

## Organisation
Le championnat s'organise sur deux divisions avec un système de promotion et relégation entre les deux niveaux. Mais c'est en même temps un championnat fermé puisque sauf grande difficulté économique les équipes participantes sont assurées de se maintenir au sein de ces deux divisions professionnelles. L'accession au championnat d'Irlande se fait sur décision de la fédération irlandaise. Le plus haut niveau, rassemblant les dix meilleures équipes, est la Premier Division. Le deuxième niveau, composé elle aussi de dix équipes, se nomme First Division.

### LaPremier division
La Premier Division se dispute selon le système d'une poule où toutes les équipes rencontrent quatre fois leurs adversaires. Chaque équipe dispute donc 36 matchs de championnat dans la saison. Le dernier de la division est automatiquement relégué en First Division. L'équipe classée à la neuvième place joue un match aller-retour de barrages contre le vainqueur du barrage d'accession de First Division. Le vainqueur de cette double confrontation se qualifiera pour la saison suivante de la Premier Division.

### LaFirst Division
La First Division se dispute selon le système d'une poule où toutes les équipes rencontrent quatre fois leurs adversaires, deux rencontres à domicile et deux à l'extérieur. Chaque équipe dispute donc 36 matchs de championnat dans la saison.
La première équipe au classement au terme de la saison accède directement à la Premier Division. Les équipes classées à la deuxième, troisième, quatrième et cinquième place participent aux barrages de promotion. Le premier tour de play-off se compose de deux matchs, le deuxième contre le cinquième et le troisième contre le quatrième en match aller-retour, le match retour se disputant sur le terrain du mieux classé. Les deux vainqueurs se rencontrent ensuite en matchs aller-retour, le match retour se disputant sur le terrain du mieux classé. Le vainqueur de ce dernier barrage dispute un match aller-retour contre l'équipe classée neuvième de Premier Division, le vainqueur disputant la première division irlandaise pour la saison suivante.

## Les 20 clubs participants
| \| Dublin: · Premier Div.: · Bohemian · Shamrock Rovers · St Pat's · UCD · Shelbourne FC · Dublin Dundalk FC Sligo Rovers Derry City FC Finn Harps Drogheda United Waterford FC Longford Town Cork City FC Bray Wanderers Galway FC Athlone Town Cobh Ramblers FC Wexford FC Treaty United \| Localisation des clubs engagés dans le championnat. |
| Dublin: · Premier Div.: · Bohemian · Shamrock Rovers · St Pat's · UCD · Shelbourne FC · Dublin Dundalk FC Sligo Rovers Derry City FC Finn Harps Drogheda United Waterford FC Longford Town Cork City FC Bray Wanderers Galway FC Athlone Town Cobh Ramblers FC Wexford FC Treaty United                                                           |

| \| Bohemian Shamrock Rovers St. Patrick's Shelbourne UCD \| Localisation des clubs dublinois. |
| Bohemian Shamrock Rovers St. Patrick's Shelbourne UCD                                         |

Liste des clubs de Premier Division
| Équipe                                              | Ville                 | Manager                   | Stade              | Capacité | Fondation |
| --------------------------------------------------- | --------------------- | ------------------------- | ------------------ | -------- | --------- |
| Bohemian Football Club                              | Dublin (Phibsborough) | Keith Long Declan Devine  | Dalymount Park     | 7 955    | 1890      |
| Derry City Football Club                            | Derry                 | Ruaidhrí Higgins          | Brandywell Stadium | 8 200    | 1928      |
| Drogheda United Football Club                       | Drogheda              | Kevin Doherty             | United Park        | 2 000    | 1975      |
| Dundalk Football Club                               | Dundalk               | Stephen O'Donnell         | Oriel Park         | 6 000    | 1903      |
| Finn Harps Football Club                            | Ballybofey            | Ollie Horgan              | Finn Park          | 4 458    | 1954      |
| Shamrock Rovers Football Club                       | Dublin (Tallaght)     | Stephen Bradley           | Tallaght Stadium   | 5 700    | 1901      |
| Shelbourne Football Club                            | Dublin (Drumcondra)   | Damien Duff               | Tolka Park         | 9 680    | 1895      |
| Sligo Rovers Football Club                          | Sligo                 | Liam Buckley John Russell | The Showgrounds    | 5 500    | 1928      |
| St. Patrick's Athletic Football Club                | Dublin (Inchicore)    | Tim Clancy                | Richmond Park      | 5 340    | 1929      |
| University College Dublin Association Football Club | Dublin (Belfield)     | Andy Myler                | UCD Bowl           | 3 000    | 1895      |

Liste des clubs de First Division
| Équipe                                   | Ville     | Manager                      | Stade               | Capacité | Fondation |
| ---------------------------------------- | --------- | ---------------------------- | ------------------- | -------- | --------- |
| Athlone Town Football Club               | Athlone   | Martin Russell Dermot Lennon | Lissywoolen Stadium | 5 000    | 1887      |
| Bray Wanderers Association Football Club | Bray      | Pat Devlin                   | Carlisle Grounds    | 3 250    | 1942      |
| Cobh Ramblers Football Club              | Cobh      | Darren Murphy                | St. Colman's Park   | 5 000    | 1922      |
| Cork City Football Club                  | Cork      | Colin Healy                  | Turners Cross       | 7 485    | 1984      |
| Galway Football Club                     | Galway    | John Caulfield               | Eamonn Deacy Park   | 5 000    | 2013      |
| Longford Town Football Club              | Longford  | Gary Cronin                  | Flancare Park       | 6 850    | 1924      |
| Treaty United Football Club              | Limerick  | Tommy Barrett                | Markets Field       | 5 000    | 2021      |
| Waterford Football Club                  | Waterford | Ian Morris Gary Hunt         | RSC                 | 3 100    | 1930      |
| Wexford Football Club                    | Crossabeg | Ian Ryan                     | Ferrycarrig Park    | 2 500    | 2007      |

## Premier Division

### La pré-saison
Le début du mois de décembre est le théâtre d'un jeu de chaises musicales chez les entraîneurs. Tim Clancy qui entraînait Drogheda est nommé manager du vainqueur de la Coupe d'Irlande 2022 St Pat's dont l'entraîneur est annoncé à Dundalk.
La première équipe à s'activer particulièrement sur le marché des transferts est le Derry City Football Club. Grâce à l'arrivée au capital du milliardaire Philip O'Doherty, son recrutement est important avec l'arrivée depuis Dundalk de toute une série de cadres du club Brian Maher, Shane McEleney, Will Patching, Michael Duffy et Patrick McEleney, puis celui d'un espoir irlandais avec Brandon Kavanagh en provenance des Shamrock Rovers. Derry renforce son encadrement technique en engageant comme entraîneur adjoint Alan Reynolds jusque-là entraîneur-adjoint des moins de 21 ans irlandais. Ce recrutement place déjà le club comme un des principaux challenger des champions en titre. Quelques heures avant la fin du marché des transferts, Derry complète sa ligne d'attaque en signant Matty Smith, l'attaquant de St. Pat's qui a terminé à la cinquième place du classement des buteurs en 2021 avec onze buts
Du côté du Bohemian FC, Ross Thierney, grand espoir des Bohemians et nouvel international irlandais espoirs est transféré vers le Motherwell Football Club, club de première division écossaise avec un contrat de trois ans et demi à la clé. Quelques jours avant le début du championnat, le meilleur buteur et meilleur joueur de la saison 2021 Georgie Kelly annonce quitter le Bohemian FC pour rejoindre Rotherham United qui dispute le Championship. C'est une lourde perte pour le club dublinois.
St. Pat's s'offre en janvier l'avant-centre Eoin Doyle de retour dans le championnat irlandais après 10 ans passés en Écosse et en Angleterre
Dundalk FC sort exsangue de deux saisons délicates. L'intersaison 2021-2022 voit s'opérer un véritable exode de ses cadres historiques vers Derry. Le recrutement d'un nouvel entraîneur Stephen O'Donnell semble tourner la page d'un encadrement extrêmement fluctuant depuis le départ de Stephen Kenny et la politique de recrutement de la part de son propriétaire le fonds de pension Peack6 d'internationaux de différents pays européens qui s'est avérée être un échec cinglant lors de la saison 2021.
Au moment où s'ouvre le championnat, rarement on aura constaté un tel intérêt manifesté par la population irlandaise à propos du championnat national. Jusqu'ici essentiellement intéressés par le championnat anglais et sa multitude d'Irlandais dans les quatre divisions professionnelles, cette année le Championnat Irlandais semble enfin attirer l'attention. Les abonnements dans les différents clubs de la Premier Division sont déjà importants et les projections de ventes de tickets sur la saison approchent les 600 000 entrées. Ces chiffres restent toutefois dérisoires en comparaison des entrées de la GAA, mais démontrent ce nouvel engouement pour le football national.
Un dernier point semble favorable au nouveau développement du championnat national, le Brexit. En effet, la sortie du Royaume-Uni de l'Union européenne a très profondément modifié les règles de recrutement des clubs anglais. Ceux-ci ont maintenant interdiction de recruter les jeunes footballeurs de moins de 18 ans. Cela permet donc aux jeunes irlandais de rester au pays plus longtemps alors que jusqu'ici les clubs irlandais étaient littéralement pillés de leurs jeunes âgées de 14 à 17 ans. Dans cette nouvelle génération de joueurs restant en Irlande, on peut lister Aidomo Emakhu et Conan Noonan, pensionnaires du centre de formation des Shamrock Rovers.
Mais le développement du championnat passe aussi par la nouvelle politique fédérale mise en place par la FAI. Celle-ci a annoncé la création d'une troisième division masculine dès 2023 et d'une deuxième division féminine pour 2025.

### Les moments forts de la saison
La saison 2022 commence le vendredi 18 février 2022. La première journée est chamboulée par le report de deux rencontres à cause du passage de la tempête Eunice. Le premier match à être reporté est celui entre Finn Harps et Drogheda. Il en est de même le lendemain pour Sligo Rovers-Bohemian. Le hasard du tirage au sort fait que les deux premiers de la saison 2021 rencontrent les deux promus. Les scores sont sans appel : les Shamrock Rovers l'emportent 3-0 sur UCD et St Pat's 3-0 sur Shelbourne.
Le 15 avril, Derry connait sa première défaite, 0-1 à domicile contre le promu Shelbourne. Les Ulstermen conservent néanmoins leur première place.
La réussite de Stephen Bradley à la tête des Shamrock Rovers attise les convoitises. Le 3 mai 2022 Lincoln City qui joue en League One annonce officiellement vouloir engager l'entraîneur pour la saison 2022-2023.
Le 9 mai 2022, à l'occasion de deux matchs avancés, Derry City perd la tête du championnat et se fait dépasser par les Shamrock Rovers. Le match nul de Derry face à St Pat's combiné à la victoire des Rovers sur Sligo avec un triplé de Graham Burke, donnent deux points d'avance aux dublinois sur les Ulstermens. Cela fait suite à un une série plus difficile de Derry avec trois matchs nuls et une défaite pour seulement deux défaites depuis le début du mois d'avril. Une semaine plus tard les Shamrock Rovers reçoivent et battent Derry dans la rencontre une sommet pour prendre quatre points d'avance.
Il faut attendre la 15e journée pour voir UCD remporter sa première victoire de la saison, 0-1 sur le terrain d'un de ses adversaires directs en bas de tableau, Finn Harps.
Le dimanche 22 mai 2022, les Sligo Rovers annoncent la démission de leur entraîneur Liam Buckley après une nouvelle défaite contre le Bohemian FC. Sligo est alors à la sixième place du classement.
Le 27 mai 2022, la 18e journée marque la fin de la première moitié du championnat. Chaque équipe a joué deux fois contre chacun de ses neuf adversaires. En tête du championnat, les Shamrock Rovers accentuent leur avance grâce à une victoire 2-0 sur Shelbourne FC. Ils comptent maintenant huit points d'avance (et un match en plus) sur Dundalk FC qui profite de la méforme de Derry pour grimper à la deuxième place. Le Derry City FC descend à la troisième place et semble dans une bien mauvaise passe. Après avoir survolé les dix premières journées du championnat, le club n'a gagné aucun de ses six derniers matchs. En bas du classement Finn Harps et UCD semblent irrémédiablement lâchés. Finn Harps compte neuf point de retard sur le premier non relégable, Drogheda.
La première journée de la deuxième partie de la saison arrive après la coupure internationale de juin. Dundalk continue sur sa lancée en battant le leader. Derry continue sa stagnation en concédant le nul sur son terrain face à Drogheda.
Le 7 juillet 2022 alors que la saison estivale de transferts bat son plein, Daniel Mandroiu est transféré vers le Lincoln City Football Club, équipe de League One. Les Shamrock Rovers perdent ainsi l'un de leurs joueurs principaux au milieu de terrain en pleine campagne européenne.
Le 21 août 2022, les Shamrock Rovers battent leur dauphin sur le score de trois buts à zéro. Cette victoire leur permet d'avoir sept points d'avance sur Dundalk avec un match à jouer en plus. Le match nul concédé deux jours auparavant par Derry City les placent dans une situation très confortable dans la course au titre.
Les Sligo Rovers sont sanctionnés d'un match perdu sur tapis vert pour avoir fait entrer sur le terrain un joueur non qualifié lors de la rencontre d'août contre Dundalk FC. Le match avait été remporté 2-0 par Sligo, la sanction transforme cette victoire en défaite 0-3. Dundalk revient à trois points derrières les leaders mais avec deux matchs en plus.
Le 7 octobre 2022 Derry City FC bat largement 3-0 Finn Harps dans le derby du nord de l'Irlande. Cette victoire place le club comme seul concurrent des Shamrock Rovers dans la lutte pour le titre puisque dans le même temps Dundalk FC perd à domicile 1-2 contre St Pat's et ne peut plus rattraper les équipes qui les devancent au classement.
Les Bohemians nomment John Russell au poste manager le 14 octobre 2022. Keith Long avait été licencié fin août et Derek Pender assurait depuis lors l'intérim à la tête de l'équipe première.
Lors de la 34e journée, les Shamrock Rovers battent St Pat's 4-1 et dans le même temps Derry concède à domicile le match nul contre Shelbourne. Les Rovers se donnent ainsi un peu de marge pour le titre avant de se rendre dans l'Ulster pour affronter leurs dauphins. Le même jour, UCD reprend un peu d'espoir en battant Drogheda. Ils abandonnent la dernière place à Finn Harps.
Le 24 octobre 2022 à la faveur d'un match nul entre Derry et Sligo, les Shamrock Rovers assurent définitivement un vingtième titre de champion. Avec sept points d'avance et seulement deux matchs à jouer, ils ne peuvent plus être rattrapésC'est aussi le troisième titre de champion consécutif pour les Hoops.
La 35e journée condamne définitivement Finn Harps à la relégation en First Division. Leur défaite à domicile contre UCD les empêche définitivement de les rejoindre à la neuvième place. De son côté UCD sait qu'ils devront passer par les barrages pour éviter d'accompagner Finn Harps en deuxième division. Les Shamrock Rovers fêtent leur titre de champion en battant leur dauphin 1-0 au Tallaght Stadium. À la fin de la rencontre, ils reçoivent le trophée de champion. Derry City FC et Dundalk FC sont assurés d'être européens la saison prochaine.
La dernière journée ne change rien en termes de classement. Les Shamrock Rovers accentuent leur avance en tête de la compétition en battant UCD 2-0. Ils battent leur record absolu de points marqués en championnat avec 79 points. Leur précédent record de 78 points dataient de l'année 2021. Il devancent de treize points Derry City qui malgré sa défaite à domicile contre Dundalk conserve sa deuxième place à la différence de but. Dundalk complète le podium. UCD était déjà qualifié pour les barrages de promotion-relégation, leur défaite ne change rien à la situation de même que celle de Finn Harps à Drogheda United puisque le club du Donegal était déjà relégué en deuxième division. Les Bohemians termine une saison difficile et pleine de turbulences sur une victoire. St Pat's écrase Shelbourne à Tolka Park 4 à 0. Les deux clubs sont encore en lice pour une qualification en Ligue Europa Conférence puisque Shelbourne peut encore se qualifier en remportant la Coupe d'Irlande et que St Pat's le sera si Derry bat Shelbourne en finale de cette même compétition.

### Classement
| Rang | Équipe                    | Pts | J  | G  | N  | P  | Bp | Bc | Diff |
| ---- | ------------------------- | --- | -- | -- | -- | -- | -- | -- | ---- |
| 1    | Shamrock Rovers T         | 79  | 36 | 24 | 7  | 5  | 61 | 22 | +39  |
| 2    | Derry City FC C           | 66  | 36 | 18 | 12 | 6  | 53 | 27 | +26  |
| 3    | Dundalk FC                | 66  | 36 | 18 | 12 | 6  | 53 | 30 | +23  |
| 4    | St. Patrick's Athletic FC | 61  | 36 | 18 | 7  | 11 | 57 | 37 | +20  |
| 5    | Sligo Rovers              | 49  | 36 | 13 | 10 | 13 | 47 | 44 | +3   |
| 6    | Bohemian FC               | 46  | 36 | 12 | 10 | 13 | 45 | 46 | -1   |
| 7    | Shelbourne FC P           | 41  | 36 | 10 | 11 | 15 | 40 | 49 | -9   |
| 8    | Drogheda United           | 38  | 36 | 8  | 11 | 17 | 34 | 58 | -24  |
| 9    | UCD P                     | 26  | 36 | 6  | 8  | 22 | 28 | 67 | -39  |
| 10   | Finn Harps                | 20  | 36 | 4  | 8  | 24 | 33 | 71 | -38  |

| Légende : Qualifications et relégations | Légende : Qualifications et relégations                                            |
| --------------------------------------- | ---------------------------------------------------------------------------------- |
|                                         | Champion d'Irlande et Ligue des champions 2023-2024, premier tour de qualification |
|                                         | Ligue Europa Conférence 2023-2024, premier tour de qualification                   |
|                                         | Barrage de relégation en deuxième division                                         |
|                                         | Relégation en deuxième division                                                    |
|                                         | T : Tenant du titre P : Promu C : Vainqueur de la Coupe d'Irlande 2022             |

### Résultats
| Résultats (▼dom., ►ext.)                                   | BOH | DER | DUN | DRO | FIN | SHA | SHE | SLI | PAT | UCD |
| Bohemian FC                                                |     | 1-2 | 2-2 | 1-1 | 2-2 | 1-3 | 1-1 | 2-1 | 1-0 | 3-0 |
| Derry City FC                                              | 1-1 |     | 1-2 | 2-0 | 2-2 | 2-1 | 1-2 | 0-0 | 2-1 | 7-1 |
| Dundalk FC                                                 | 3-1 | 2-2 |     | 4-1 | 3-0 | 0-0 | 2-1 | 2-1 | 1-0 | 2-0 |
| Drogheda United                                            | 1-1 | 1-1 | 1-0 |     | 3-1 | 1-0 | 0-2 | 0-3 | 0-4 | 4-2 |
| Finn Harps                                                 | 1-1 | 1-2 | 0-1 | 2-2 |     | 0-3 | 1-0 | 0-1 | 0-2 | 0-1 |
| Shamrock Rovers                                            | 1-0 | 1-0 | 1-0 | 3-1 | 3-1 |     | 2-0 | 2-2 | 1-0 | 3-0 |
| Shelbourne FC                                              | 1-4 | 0-1 | 1-1 | 1-0 | 0-3 | 1-2 |     | 2-1 | 0-3 | 2-0 |
| Sligo Rovers                                               | 0-1 | 2-1 | 0-0 | 3-2 | 3-1 | 1-1 | 0-1 |     | 1-1 | 2-2 |
| St. Patrick's Athletic FC                                  | 3-0 | 0-4 | 0-0 | 1-1 | 2-0 | 1-0 | 1-2 | 1-2 |     | 2-0 |
| UCD                                                        | 1-1 | 0-2 | 2-2 | 0-2 | 0-0 | 0-3 | 0-0 | 1-1 | 1-2 |     |
| - Victoire à domicile - Match nul - Victoire à l'extérieur |     |     |     |     |     |     |     |     |     |     |

| Résultats (▼dom., ►ext.)                                   | BOH | DER | DUN | DRO | FIN | SHA | SHE | SLI | PAT | UCD |
| Bohemian FC                                                |     | 2-3 | 0-1 | 0-1 | 2-2 | 1-0 | 1-0 | 3-1 | 1-3 | 1-0 |
| Derry City FC                                              | 1-0 |     | 0-1 | 1-1 | 3-0 | 0-0 | 1-1 | 1-0 | 0-0 | 3-0 |
| Dundalk FC                                                 | 2-1 | 1-1 |     | 2-0 | 3-0 | 1-0 | 0-0 | 3-3 | 1-2 | 3-0 |
| Drogheda United                                            | 0-1 | 1-1 | 1-0 |     | 2-0 | 1-1 | 3-1 | 0-0 | 0-2 | 1-1 |
| Finn Harps                                                 | 0-2 | 1-2 | 1-2 | 3-0 |     | 0-1 | 1-1 | 3-2 | 2-2 | 1-3 |
| Shamrock Rovers                                            | 1-0 | 1-0 | 3-0 | 1-1 | 5-1 |     | 3-2 | 3-1 | 4-1 | 1-0 |
| Shelbourne FC                                              | 1-1 | 0-1 | 0-0 | 6-0 | 3-1 | 0-0 |     | 0-2 | 4-4 | 1-1 |
| Sligo Rovers                                               | 2-1 | 0-0 | 0-3 | 2-0 | 3-0 | 1-3 | 3-1 |     | 1-0 | 0-2 |
| St. Patrick's Athletic FC                                  | 3-1 | 0-1 | 1-1 | 3-0 | 2-1 | 1-2 | 4-0 | 1-0 |     | 2-1 |
| UCD                                                        | 1-3 | 0-1 | 3-2 | 2-1 | 2-1 | 0-2 | 0-2 | 2-0 | 1-2 |     |
| - Victoire à domicile - Match nul - Victoire à l'extérieur |     |     |     |     |     |     |     |     |     |     |

### Statistiques

#### Évolution du classement
| Club                      | 1  | 2  | 3  | 4  | 5  | 6  | 7  | 8  | 9  | 10 | 11 | 12 | 13 | 14 | 15 | 16 | 17 | 18 | 19 | 20 | 21 | 22 | 23 | 24 | 25 | 26 | 27 | 28 | 29 | 30 | 31 | 32 | 33 | 34 | 35 | 36 |
| ------------------------- | -- | -- | -- | -- | -- | -- | -- | -- | -- | -- | -- | -- | -- | -- | -- | -- | -- | -- | -- | -- | -- | -- | -- | -- | -- | -- | -- | -- | -- | -- | -- | -- | -- | -- | -- | -- |
| Shamrock Rovers           | 1  | 2  | 1  | 2  | 2  | 4  | 4  | 2  | 2  | 2  | 2  | 2  | 2  | 2  | 1  | 1  | 1  | 1  | 1  | 1  | 1  | 1  | 1  | 1  | 1  | 1  | 1  | 1  | 1  | 1  | 1  | 1  | 1  | 1  | 1  | 1  |
| St. Patrick's Athletic FC | 1  | 3  | 7  | 4  | 3  | 2  | 2  | 3  | 3  | 4  | 3  | 3  | 5  | 3  | 4  | 4  | 4  | 4  | 4  | 4  | 4  | 4  | 4  | 4  | 4  | 4  | 4  | 4  | 4  | 4  | 4  | 4  | 4  | 4  | 4  | 4  |
| Sligo Rovers              | 5  | 4  | 5  | 6  | 4  | 3  | 3  | 4  | 4  | 5  | 4  | 4  | 4  | 5  | 5  | 7  | 6  | 5  | 5  | 5  | 5  | 5  | 5  | 5  | 5  | 5  | 5  | 5  | 5  | 6  | 5  | 5  | 5  | 5  | 5  | 5  |
| Derry City FC             | 3  | 1  | 3  | 1  | 1  | 1  | 1  | 1  | 1  | 1  | 1  | 1  | 1  | 1  | 2  | 2  | 2  | 3  | 3  | 3  | 3  | 3  | 2  | 3  | 3  | 3  | 3  | 3  | 2  | 2  | 2  | 2  | 2  | 2  | 2  | 2  |
| Bohemian FC               | 5  | 7  | 4  | 5  | 6  | 6  | 6  | 6  | 6  | 6  | 6  | 6  | 6  | 6  | 6  | 5  | 7  | 7  | 6  | 6  | 6  | 6  | 6  | 6  | 6  | 6  | 6  | 6  | 6  | 5  | 6  | 6  | 6  | 6  | 6  | 6  |
| Dundalk FC                | 3  | 6  | 2  | 3  | 5  | 5  | 5  | 5  | 5  | 3  | 5  | 5  | 3  | 4  | 3  | 3  | 3  | 2  | 2  | 2  | 2  | 2  | 3  | 2  | 2  | 2  | 2  | 2  | 3  | 3  | 3  | 3  | 3  | 3  | 3  | 3  |
| Drogheda United           | 5  | 10 | 10 | 8  | 8  | 8  | 8  | 8  | 8  | 7  | 7  | 7  | 7  | 8  | 8  | 8  | 8  | 8  | 8  | 8  | 8  | 8  | 8  | 8  | 8  | 8  | 8  | 8  | 8  | 8  | 8  | 8  | 8  | 8  | 8  | 8  |
| Finn Harps                | 5  | 8  | 9  | 9  | 10 | 10 | 9  | 9  | 9  | 9  | 9  | 9  | 9  | 9  | 9  | 9  | 9  | 9  | 9  | 9  | 9  | 9  | 9  | 9  | 9  | 10 | 9  | 9  | 10 | 10 | 9  | 9  | 9  | 10 | 10 | 10 |
| Shelbourne FC             | 9  | 5  | 6  | 7  | 7  | 7  | 7  | 7  | 7  | 8  | 8  | 8  | 8  | 7  | 7  | 6  | 5  | 6  | 7  | 7  | 7  | 7  | 7  | 7  | 7  | 7  | 7  | 7  | 7  | 7  | 7  | 7  | 7  | 7  | 7  | 7  |
| UCD                       | 10 | 9  | 8  | 10 | 9  | 9  | 10 | 10 | 10 | 10 | 10 | 10 | 10 | 10 | 10 | 10 | 10 | 10 | 10 | 10 | 10 | 10 | 10 | 10 | 10 | 9  | 10 | 10 | 9  | 9  | 10 | 10 | 10 | 9  | 9  | 9  |

## First Division
Le 26 novembre 2021 les clubs de Bray Wanderers et Cabinteely Football Club annoncent leur fusion en vue de la saison 2022. L'équipe première est appelée à jouer aux Carlisle Grounds à Bray. L'entraîneur de Cabinteely, Pat Devlin, est pressenti pour diriger la politique sportive de la nouvelle équipe. Le président de Bray démissionne et celui de Cabinteely est placé à la tête du nouveau club. Ce nouveau club qui jouera la saison 2022 sous le nom et les couleurs de Bray Wanderers pose sa candidature pour reprendre la licence professionnelle de Bray. Une place en First Division se libère donc.
Le vendredi 17 décembre 2021 la FAI annonce que le championnat se disputera avec neuf équipes. Il débutera le 18 février 2022 chaque club jouant quartre fois contre chacun de ses opposants, deux fois à la maison et deux fois à l'extérieur.
Les nouvelles règles de transfert à la suite du Brexit, notamment celle sur l'interdiction des transferts de jeunes de moins de 18 ans, n'arrêtent pas la fuite des jeunes talents irlandais mais en détourne la destination. Le jeune espoirs de 17 ans, professionnel au Cork City FC, Cahal Heffernan, s'engage avec le géant italien AC Milan. Il rejoint en Italie deux autres espoirs irlandais installés depuis la saison 2021, Kevin Zefi à l'Inter Milan et James Abankwah à l'Udinese.
Après un seul point en sept match, l'Athlone Town Football Club est en crise. Les dirigeants  se séparent du manager Martin Russell. Russell avait été nommé en novembre. C'est Dermot Lennon qui assure l'intérim en attendant la nomination du nouvel entraîneur.
Le 16 mai, grâce à une victoire 4-0 à Wexford, le club de Galway rejoint Cork en tête du classement avec 35 points en 14 match. Cork conserve la première place à la différence de but.
Le 20 mai, à l'occasion de la 17e journée, Galway s'empare de la première place au détriment de Cork grâce à une victoire 3-0 sur Athlone.
Le 27 mai 2022, la 18e journée marque la fin de la première moitié du championnat. Chaque équipe a joué deux fois contre chacun de ses huit adversaires. En tête du championnat, le chassé-croisé continue. Cork, vainqueur sur le terrain de Galway reprend la première place. Les deux équipes dominent largement le championnat. Les seuls en position de les concurrencer pour la montée en première division semblent être Waterford et Longford. En fin de classement Athlone n'a toujours pas remporté la moindre victoire et ne compte que deux points.
Le 10 juin, Athlone Town bat les Cobh Ramblers sur le score de cinq buts à deux, signant ainsi la première victoire de la saison.
A l'occasion de la 28e semaine de compétition, Cork City FC assoit sa domination en tête de la compétition et se place dans les meilleures conditions pour une promotion directe. Sa victoire à l'arraché lors du derby sur le terrain de Cobh Ramblers FC combinée à la défaite à domicile de Galway contre Bray Wanderers pourtant en grande difficultés cette saison, lui donne sept points d'avance.
Le 9 septembre 2022, Cork City, à l'occasion d'une victoire sur le terrain de Waterford, assoit un peu plus sa domination sur la First Division se rapproche encore un peu plus de la promotion directe en Premier Division. Son plus proche poursuivant peine toujours plus en ne faisant que match nul chez un mal classé, Cobh. Cork a maintenant dix points d'avance sur son premier poursuivant. En bas du classement, Athlone, vainqueur de Wexford, quitte la dernière place du classement qu'ils occupaient depuis la cinquième journée du championnat.
Le 7 octobre 2022 avec un match nul à domicile contre Wexford FC, Cork City FC assure sa promotion directe en Premier Division pour la saison 2023.

### Classement de laFirst Division
| Rang | Équipe           | Pts | J  | G  | N  | P  | Bp | Bc | Diff |
| ---- | ---------------- | --- | -- | -- | -- | -- | -- | -- | ---- |
| 1    | Cork City FC     | 68  | 32 | 20 | 8  | 4  | 63 | 22 | +41  |
| 2    | Waterford FC R   | 64  | 32 | 21 | 4  | 8  | 70 | 35 | +35  |
| 3    | Galway FC        | 60  | 32 | 17 | 9  | 6  | 56 | 29 | +27  |
| 4    | Longford Town R  | 53  | 32 | 14 | 10 | 7  | 49 | 41 | +8   |
| 5    | Treaty United FC | 44  | 32 | 11 | 11 | 10 | 37 | 40 | -3   |
| 6    | Wexford FC       | 41  | 32 | 10 | 11 | 11 | 45 | 46 | -1   |
| 7    | Bray Wanderers   | 27  | 32 | 6  | 9  | 17 | 31 | 61 | -30  |
| 8    | Athlone Town     | 24  | 32 | 8  | 3  | 21 | 44 | 65 | -21  |
| 9    | Cobh Ramblers FC | 17  | 32 | 4  | 5  | 23 | 36 | 78 | -42  |

| Légende : Qualifications et relégations | Légende : Qualifications et relégations            |
| --------------------------------------- | -------------------------------------------------- |
|                                         | Monte en Première Division                         |
|                                         | Barrages pour l'accession en Première Division     |
|                                         | R : Reléguée de Première Division P : Nouveau club |

### Résultats de laFirst Division
| Résultats (▼dom., ►ext.)                                   | ATH | BRW | COB | COR | GAL | LON | TRE | WAT | WEX |
| Athlone Town                                               |     | 1-1 | 2-3 | 1-2 | 1-2 | 1-2 | 1-1 | 2-5 | 0-3 |
| Bray Wanderers                                             | 3-0 |     | 1-1 | 0-6 | 1-3 | 1-2 | 0-0 | 1-4 | 0-0 |
| Cobh Ramblers FC                                           | 3-2 | 0-1 |     | 2-3 | 0-4 | 2-4 | 0-0 | 0-4 | 2-3 |
| Cork City FC                                               | 4-1 | 0-0 | 2-0 |     | 0-1 | 4-1 | 3-0 | 2-0 | 1-1 |
| Galway FC                                                  | 3-0 | 2-0 | 1-0 | 0-1 |     | 2-0 | 2-1 | 2-2 | 1-1 |
| Longford Town                                              | 2-0 | 1-2 | 2-0 | 0-0 | 2-1 |     | 0-0 | 0-3 | 2-1 |
| Treaty United FC                                           | 2-0 | 2-2 | 2-2 | 0-4 | 2-3 | 0-0 |     | 2-1 | 2-1 |
| Waterford FC                                               | 1-0 | 1-0 | 4-2 | 1-2 | 0-1 | 1-1 | 4-0 |     | 2-1 |
| Wexford FC                                                 | 2-1 | 1-1 | 4-2 | 0-1 | 0-4 | 0-3 | 1-5 | 0-2 |     |
| - Victoire à domicile - Match nul - Victoire à l'extérieur |     |     |     |     |     |     |     |     |     |

| Résultats (▼dom., ►ext.)                                   | ATH | BRW | COB | COR | GAL | LON | TRE | WAT | WEX |
| Athlone Town                                               |     | 1-2 | 5-2 | 3-2 | 1-3 | 2-2 | 2-0 | 2-5 | 2-0 |
| Bray Wanderers                                             | 2-0 |     | 1-5 | 1-3 | 1-5 | 0-3 | 0-2 | 0-3 | 2-2 |
| Cobh Ramblers FC                                           | 1-3 | 3-1 |     | 1-2 | 1-1 | 2-4 | 0-2 | 0-5 | 0-3 |
| Cork City FC                                               | 6-1 | 2-0 | 1-0 |     | 0-0 | 2-2 | 0-2 | 0-0 | 0-0 |
| Galway FC                                                  | 1-2 | 1-2 | 3-0 | 2-1 |     | 3-3 | 0-0 | 1-0 | 2-2 |
| Longford Town                                              | 1-3 | 1-1 | 2-0 | 1-1 | 2-0 |     | 1-1 | 1-2 | 1-0 |
| Treaty United FC                                           | 2-1 | 2-1 | 1-0 | 0-5 | 1-1 | 3-0 |     | 1-2 | 0-2 |
| Waterford FC                                               | 4-2 | 1-0 | 3-1 | 1-2 | 2-1 | 1-2 | 3-0 |     | 1-3 |
| Wexford FC                                                 | 3-1 | 4-2 | 2-2 | 0-1 | 0-0 | 2-1 | 1-1 | 2-2 |     |
| - Victoire à domicile - Match nul - Victoire à l'extérieur |     |     |     |     |     |     |     |     |     |

#### Évolution du classement
| Club             | 1 | 2 | 3 | 4 | 5 | 6 | 7 | 8 | 9 | 10 | 11 | 12 | 13 | 14 | 15 | 16 | 17 | 18 | 19 | 20 | 21 | 22 | 23 | 24 | 25 | 26 | 27 | 28 | 29 | 30 | 31 | 32 |
| ---------------- | - | - | - | - | - | - | - | - | - | -- | -- | -- | -- | -- | -- | -- | -- | -- | -- | -- | -- | -- | -- | -- | -- | -- | -- | -- | -- | -- | -- | -- |
| Waterford FC     | 3 | 1 | 1 | 1 | 3 | 3 | 3 | 3 | 4 | 4  | 5  | 4  | 4  | 3  | 3  | 3  | 3  | 3  | 3  | 3  | 3  | 3  | 3  | 3  | 3  | 3  | 3  | 3  | 3  | 3  | 2  | 2  |
| Longford Town    | 4 | 6 | 6 | 6 | 8 | 6 | 4 | 5 | 3 | 3  | 3  | 3  | 3  | 4  | 4  | 4  | 4  | 4  | 4  | 4  | 4  | 4  | 4  | 4  | 4  | 4  | 4  | 4  | 4  | 4  | 4  | 4  |
| Galway FC        | 5 | 4 | 5 | 3 | 2 | 2 | 2 | 2 | 2 | 2  | 2  | 2  | 2  | 2  | 2  | 2  | 1  | 2  | 1  | 2  | 2  | 2  | 2  | 2  | 2  | 2  | 2  | 2  | 2  | 2  | 3  | 3  |
| Treaty United    | 2 | 3 | 4 | 5 | 5 | 7 | 5 | 4 | 5 | 5  | 4  | 5  | 5  | 5  | 5  | 5  | 5  | 5  | 5  | 5  | 6  | 6  | 5  | 5  | 5  | 5  | 5  | 5  | 5  | 5  | 5  | 5  |
| Bray Wanderers   | 9 | 9 | 9 | 9 | 7 | 5 | 7 | 6 | 6 | 7  | 7  | 7  | 7  | 7  | 7  | 7  | 7  | 7  | 7  | 7  | 7  | 7  | 7  | 7  | 7  | 7  | 7  | 7  | 7  | 7  | 7  | 7  |
| Cork City FC     | 1 | 2 | 3 | 2 | 1 | 1 | 1 | 1 | 1 | 1  | 1  | 1  | 1  | 1  | 1  | 1  | 2  | 1  | 2  | 1  | 1  | 1  | 1  | 1  | 1  | 1  | 1  | 1  | 1  | 1  | 1  | 1  |
| Athlone Town     | 7 | 8 | 8 | 8 | 9 | 9 | 9 | 9 | 9 | 9  | 9  | 9  | 9  | 9  | 9  | 9  | 9  | 9  | 9  | 9  | 9  | 9  | 9  | 9  | 9  | 9  | 9  | 9  | 9  | 8  | 8  | 8  |
| Cobh Ramblers FC | 6 | 7 | 7 | 7 | 6 | 8 | 8 | 8 | 8 | 8  | 8  | 8  | 8  | 8  | 8  | 8  | 8  | 8  | 8  | 8  | 8  | 8  | 8  | 8  | 8  | 8  | 8  | 8  | 8  | 9  | 9  | 9  |
| Wexford FC       | 8 | 5 | 2 | 4 | 4 | 4 | 6 | 7 | 7 | 6  | 6  | 6  | 6  | 6  | 6  | 6  | 6  | 6  | 6  | 6  | 5  | 5  | 6  | 6  | 6  | 6  | 6  | 6  | 6  | 6  | 6  | 6  |

## Matchs de barrage

### Premier tour
Les matchs de barrage mettent aux prises les équipes ayant terminé entre la deuxième place et la cinquième place de la First Division.
| Premier tour          | Treaty United          | 1 - 4   | Waterford FC                                                              | Markets Field                |                              |
| 26 octobre 2022 19h45 | Enda Curran 62e (pen.) | (0 - 2) | 5e 29e Phoenix Patterson · 70e Junior Quitirna · 90+4e (csc) Sean Guerins | Arbitrage : Damien MacGraith | Arbitrage : Damien MacGraith |

| Premier tour          | Waterford FC                                                               | 3 - 3 | Treaty United                                     | Waterford Regional Sports Centre |                         |
| 29 octobre 2022 19:45 | Tunmise Sobowale 22e · Wassim Aouachria 48e (pen.) · Phoenix Patterson 54e | (1-3) | 9e (pen.) 26e Marc Ludden · 29e Lee Devitt Molloy | Arbitrage : Paul Norton          | Arbitrage : Paul Norton |

| Premier tour          | Longford Town          | 2 - 2   | Galway United      | Bishopsgate                  |                              |
| 26 octobre 2022 19h45 | Jordan Adeyemo 28e 54e | (1 - 0) | 49e 61e Mikie Rowe | Arbitrage : Kevin O'Sullivan | Arbitrage : Kevin O'Sullivan |

| Premier tour          | Galway United                                        | 3 - 0   | Longford Town | Eamonn Deacy Park                                |                                                  |
| 30 octobre 2022 16:00 | David Hurley 24e · Mikie Rowe 90e · Rob Manley 90+2e | (1 - 0) |               | Spectateurs : 3 500 Arbitrage : Damien MacGraith | Spectateurs : 3 500 Arbitrage : Damien MacGraith |

### Deuxième tour
Le deuxième tour des barrages d'accession à la Premier Division se déroule sur terrain neutre à Limerick au Markets Field. Il oppose le Waterford Football Club au Galway United Football Club. Ces deux équipes faisaient partie des favoris à la montée en début de saison. Ils ont terminé la saison régulière à la deuxième et troisième place.
| Deuxième tour         | Galway United | 0- 3  | Waterford FC                                    | Markets Field, Limerick   |                           |
| 4 novembre 2022 19:45 |               | (0-2) | 9e 81e Junior Quitirna · 45+5e Wassim Aouachria | Arbitrage : Alan Patchell | Arbitrage : Alan Patchell |

Waterford s'impose 3 à 0 avec deux buts de l'Équatoguinéen Junior Quitirna. A 10 minutes de la fin du match Galway a  raté sa dernière chance de rester dans le match en voyant son penalty arrêté par le gardien de Waterford. le club du sud de l'Irlande conserve une chance de remonter en premier League, une année après l'avoir quitté. Il rencontrera pour le barrage de promotion-relégation UCD, neuvième de première division.

### Barrage de promotion/relégation
UCD et Waterford FC s'affrontent pour une place en premier League. C'est la même affiche, mais inversée, que la saison précédente quand UCD venant de First Division battait Waterford.
| Barrage                | UCD                 | 1 - 0                      | Waterford FC | Richmond Park, Dublin                      |                                            |
| 11 novembre 2022 19:45 | Thomas Lonergan 13e | (1 - 0)                    |              | Spectateurs : 2 781 Arbitrage : Rob Harvey | Spectateurs : 2 781 Arbitrage : Rob Harvey |
| 11 novembre 2022 19:45 |                     | Kilian Cantwell 78e, 90+1e |              | Spectateurs : 2 781 Arbitrage : Rob Harvey | Spectateurs : 2 781 Arbitrage : Rob Harvey |

UCD l'emporte 1-0 au terme d'un match qui s'est terminé dans la confusion avec une expulsion dans les rangs de Waterford. Les étudiants marquent rapidement, but de Lonergan à la 13e minute, mais c'est Waterford qui a la mainmise sur le jeu. Cette domination reste stérile jusqu'à ce que UCD concède un pénalty dans les arrêts de jeu de fin de match. Mais Junior Quitirna rate la transformation en tirant au dessus des cages. UCD reste donc pour une deuxième saison consécutivement en Premier Division.

## Statistiques

### Meilleurs buteurs
Voici la liste des meilleurs buteurs du championnat d'Irlande.
- Tous irlandais sauf mention contraire

| Place              | Joueur          | Club            | Buts |
| ------------------ | --------------- | --------------- | ---- |
| Médaille d'or      | Aidan Keena     | Sligo Rovers    | 18   |
| Médaille d'argent  | Eoin Doyle      | St Pat's        | 14   |
| Médaille de bronze | Jamie McGonigle | Derry City      | 11   |
| Médaille de bronze | Sean Boyd       | Shelbourne      | 11   |
| Médaille de bronze | Graham Burke    | Shamrock Rovers | 11   |
| 6                  | Will Patching   | Derry City      | 10   |
| 6                  | Rory Gaffney    | Shamrock Rovers | 10   |
| 8                  | Patrick Hoban   | Dundalk         | 9    |
| 9                  | Dawson Devoy    | Bohemian        | 8    |
| 10                 | Daniel Mandroiu | Shamrock Rovers | 7    |
| 10                 | Andy Lyons      | Shamrock Rovers | 7    |

| Place              | Joueur            | Club          | Buts |
| ------------------ | ----------------- | ------------- | ---- |
| Médaille d'or      | Phoenix Patterson | Waterford     | 17   |
| Médaille d'argent  | Stephen Walsh     | Galway        | 15   |
| Médaille de bronze | Barry Coffey      | Cork City     | 14   |
| 4                  | Enda Curran       | Treaty United | 13   |
| 4                  | Ruairi Keating    | Cork City     | 13   |
| 6                  | Thomas Oluwa      | Athlone Town  | 10   |
| 7                  | Junior Quitirna   | Waterford     | 9    |
| 7                  | Louis Britton     | Waterford     | 9    |
| 9                  | Aaron Dobbs       | Wexford       | 9    |
| 10                 | Cian Murphy       | Cork City     | 8    |

## Bilan de la saison
| Championnat d'Irlande de football 2022  |                                           |
| Champion                                | Shamrock Rovers Football Club (20e titre) |
| Dauphin                                 | Derry City Football Club                  |
| Coupes et trophées                      |                                           |
| Vainqueur de la Coupe d'Irlande 2022    | Derry City Football Club                  |
| Qualifications continentales            |                                           |
| Ligue des champions de l'UEFA 2023-2024 | Shamrock Rovers Football Club             |
| Ligue Europa Conférence 2023-2024       | Derry City Football Club                  |
| Ligue Europa Conférence 2023-2024       | Dundalk Football Club                     |
| Ligue Europa Conférence 2023-2024       | St. Patrick's Athletic Football Club      |
| Promotions et relégations               |                                           |
| Promus en Premier Division              | Cork City Football Club                   |
| Relégués en First Division              | Finn Harps                                |

### Trophées de fin de saison
| Trophée                 | Vainqueur       | Club            |
| ----------------------- | --------------- | --------------- |
| Joueur de l'année       | Rory Gaffney    | Shamrock Rovers |
| Jeune joueur de l'année | Andy Lyons      | Shamrock Rovers |
| Entraîneur de l'année   | Stephen Bradley | Shamrock Rovers |

| Équipe de l'année  | Équipe de l'année             | Équipe de l'année             | Équipe de l'année             | Équipe de l'année              | Équipe de l'année              | Équipe de l'année              | Équipe de l'année                   | Équipe de l'année                       | Équipe de l'année                       | Équipe de l'année                       | Équipe de l'année                       | Équipe de l'année                       | Équipe de l'année        |
| ------------------ | ----------------------------- | ----------------------------- | ----------------------------- | ------------------------------ | ------------------------------ | ------------------------------ | ----------------------------------- | --------------------------------------- | --------------------------------------- | --------------------------------------- | --------------------------------------- | --------------------------------------- | ------------------------ |
| Gardien de but     | Brian Maher (Derry City)      | Brian Maher (Derry City)      | Brian Maher (Derry City)      | Brian Maher (Derry City)       | Brian Maher (Derry City)       | Brian Maher (Derry City)       | Brian Maher (Derry City)            | Brian Maher (Derry City)                | Brian Maher (Derry City)                | Brian Maher (Derry City)                | Brian Maher (Derry City)                | Brian Maher (Derry City)                | Brian Maher (Derry City) |
| Défenseurs         | Cameron Dummigan (Derry City) | Cameron Dummigan (Derry City) | Cameron Dummigan (Derry City) | Mark Connolly (Derry City)     | Mark Connolly (Derry City)     | Mark Connolly (Derry City)     | Joe Redmond (St Patrick's Athletic) | Joe Redmond (St Patrick's Athletic)     | Joe Redmond (St Patrick's Athletic)     | Andy Lyons (Shamrock Rovers)            | Andy Lyons (Shamrock Rovers)            | Andy Lyons (Shamrock Rovers)            |                          |
| Milieux de terrain | Will Patching (Derry City)    | Will Patching (Derry City)    | Will Patching (Derry City)    | Jack Byrne (Shamrock Rovers)   | Jack Byrne (Shamrock Rovers)   | Jack Byrne (Shamrock Rovers)   | Jack Byrne (Shamrock Rovers)        | Chris Forrester (St Patrick's Athletic) | Chris Forrester (St Patrick's Athletic) | Chris Forrester (St Patrick's Athletic) | Chris Forrester (St Patrick's Athletic) | Chris Forrester (St Patrick's Athletic) |                          |
| Attaquants         | Aidan Keena (Sligo Rovers)    | Aidan Keena (Sligo Rovers)    | Aidan Keena (Sligo Rovers)    | Rory Gaffney (Shamrock Rovers) | Rory Gaffney (Shamrock Rovers) | Rory Gaffney (Shamrock Rovers) | Rory Gaffney (Shamrock Rovers)      | Sean Boyd (Shelbourne)                  | Sean Boyd (Shelbourne)                  | Sean Boyd (Shelbourne)                  | Sean Boyd (Shelbourne)                  | Sean Boyd (Shelbourne)                  |                          |